# Livro de Horas de D. Manuel

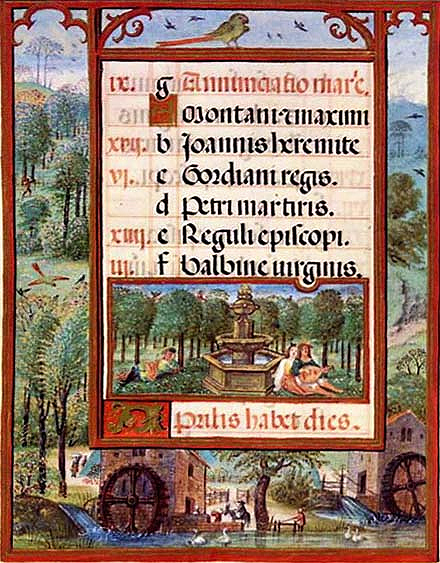
Livro de Horas chamado de dom Manuel. Calendário. Mês de abril
(fólio 9v)

O Livro de Horas de D. Manuel é um dos mais importantes manuscritos iluminados produzidos em Portugal no século XVI.
Foi decorado em parte por António de Holanda, entre c. 1517 e c. 1538. Possui 303 folhas em pergaminho e 58 iluminuras de página inteira. Está preservado no Museu Nacional de Arte Antiga, em Lisboa.
Os fólios iniciais (1 a 4) apresentam as instruções em português para saber a Letra dominical e o Número áureo de cada ano que permitirão saber as datas das festas móveis associadas à Páscoa, cuja tabela é apresentada no fólio 24. Nos fólios 5 a 23 encontra-se o Calendário litúrgico em latim, com uma iluminura no início de cada mês.